# 49 Arietis
49 Arietis, som är stjärnans Flamsteed-beteckning, är en ensam stjärna belägen i den mellersta delen av stjärnbilden Väduren. Den har en högsta skenbar magnitud på ca 5,90 och är svagt synlig för blotta ögat där ljusföroreningar ej förekommer. Baserat på parallax enligt Gaia Data Release 2 på ca 14,9 mas, beräknas den befinna sig på ett avstånd på ca 218 ljusår (ca 67 parsek) från solen. Den rör sig närmare solen med en heliocentrisk radialhastighet av ca -1 km/s.

## Egenskaper
49 Arietis är en vit till blå stjärna i huvudserien av spektralklass kA2hA6mA7, vilket innebär att den har kalcium K-linje från en A2 klass-stjärna, vätelinjer från en A6 stjärna, och metallinjer från en A7 stjärna. Den klassificeras som en Am-stjärna, eller icke-magnetisk kemiskt ovanlig stjärna av CP1-klassen, vilket innebär att spektrumet visar onormala överskott av vissa tyngre element. Den har en radie som är ca 2 solradier och utsänder ca 15 gånger mera energi än solen från dess fotosfär vid en effektiv temperatur av ca 8 400 K.
49 Arietis är en misstänkt variabel, som varierar mellan visuell magnitud +5,90 och 5,94 utan någon fastslagen periodicitet.